# Olivvaxskivling
Olivvaxskivling, eller olivvaxing (Hygrophorus olivaceoalbus), är en svampart som ingår i gruppen skogslevande vaxskivlingar. Svampen bildar mykorrhiza med gran och räknas som ätlig. I Sverige är olivvaxingen vanlig förutom på Öland, Gotland och i södra Sveriges lövskogar.   

## Kännetecken
Olivvaxingens hatt är mellan 2 och 6 cm i diameter och slemmig i fuktigt väder, vilket ger den en glansig yta. Hattfärgen beskrivs på olika håll som olivbrun, olivgrå eller ”gråbrun med inslag av olivtoner”. Hatten är välvd med inböjd kant på unga exemplar, men blir sedan utbredd med en låg distinkt puckel. Puckeln är mörk och kan vara nästintill svart, medan färgen blir ljusare närmare hattkanten.
Foten kan bli 10 cm hög. Den är vit på unga svampar, men äldre exemplar får ett brunvattrat ”bälte”, förutom längst ner på basen och närmast skivorna. Bältet skapas av rester av slem som torkat in.
Olivvaxingen är en basidiesvamp med vita sporer. Skivorna är vita, glesa, vaxartade och något nedlöpande på foten. Fruktköttet är vitt men kan vara gulaktigt i hattens mitt. Lukten beskrivs som svag eller obetydlig, smaken som mild.

### Förväxlingssvampar
Olivvaxingen går inte att lätt förväxla med några giftiga svampar i Sverige, men däremot med andra ätliga vaxskivlingar såsom frostvaxing, vitgrå vaxing eller vitbrun vaxing.
Distinktionen mellan olivvaxing och andra närliggande arter är dock inte alltid så tydlig. Först på 80-talet blev vitgrå- och vitbrun vaxskivling kända som egna arter. Nya analyser visar också att svampar som ansetts tillhöra Hygrophorus olivaceoalbus egentligen är utspridda på åtminstone fem klader. Till dem hör olivvaxingen och H. canadensis, vilka finns i både Europa och Nordamerika, men även två arter specifika för Nordamerika (H. fuscoalboides och H. whitei) samt vitgrå vaxing som endast återfinns i Europa.

## Ekologi och utbredning
Olivvaxingen är allmän över hela Sverige förutom på Öland, Gotland och i lövskogsområden i södra Skåne. Utanför Sverige hittas olivvaxing i stora delar av Europa samt i Nordamerika och Ryssland.
Olivvaxingen hör till gruppen skogslevande vaxskivlingar (Hygrophorus). Den bildar mykorrhiza med gran (Picea spp.), och hittas alltså i närheten av dessa, på sur, mossrik mark. I USA hittas de även med mammutträd (Sequoiadendron giganteum).
I Sverige dyker svampens fruktkroppar upp mellan augusti till oktober och de växer oftast enskilt eller i små grupper. På IUCNs globala rödlista bedöms olivvaxingen som livskraftig.

## Användning

### Egenskaper som matsvamp
Olivvaxingen är ätlig och har en mild smak. I Nya Svampboken skriver Pelle Holmberg och Hans Marklund att den är särskilt lämplig att blanda med andra svampar och att den inte smakar så mycket utan ordentlig kryddning. Den behöver inte rensas mer än att fotbasen skärs bort. De rekommenderar att man låter den torka några timmar för enklare hantering om den är väldigt slemmig.

### Medicinsk användning
Studier har gjorts på olivvaxingens medicinska egenskaper. I en tysk forskningsartikel från 2004 uppger Tilo Lübken et al. att ämnen med strukturella likheter till antibiotikan pentenomycin kan extraheras från flera arter inom Hygrophorus, inklusive olivvaxing. Fler studier för att extrahera antibakteriella och/eller svampdödande ämnen har gjorts på svampar inom Hygrophorus dock har olivvaxingen inte varit inkluderad i dessa studier (se exempelvis Katharina Michels et al. och Takaaki Kamishima et al.). 